# ديسكوغرافيا جيسيكا جونغ
جيسيكا جونغ هي مغنية وكاتبة أغاني وممثلة وعارضة أزياء ومصممة أزياء وسيدة أعمال كورية أمريكية.  تتكون الديسكوغرافيا خاصتها من أربعة ألبومات مصغرة وستة أغانٍ فردية. في 17 مايو 2016 قامت بإصدار ألبومها المصغر الأول «مع الحب، جي» تحت وكالة كوراديل إنترتينمنت الذي حصد مركز الأول في مخطط غاون للموسيقى وأغنيتها المنفردة الأولى «فلاي» مع المغني فابلوس تصدرت في المركز الرابع في مخطط غاون، ثم أصدرت ألبوم مصغر ثاني بعنوان «أرض العجائب» في 10 ديسمبر 2016 الذي حصد المركز الأول في مخطط غاون وأصدرت ثالث ألبوم مصغر لها في 9 أغسطس 2017 بعنوان «عقدي» احتفالاً بالذكرى السنوية العاشرة على ترسيمها وحصد الألبوم المركز الرابع في مخطط غاون.

## ألالبومات المصغرة
| عنوان                                                    | معلومات                                                                                       | المركز في المخططات | المركز في المخططات | المركز في المخططات    | المركز في المخططات   | المبيعات                                                     |
| عنوان                                                    | معلومات                                                                                       | كوريا · غاون ·     | يابان · أوريكون ·  | أمريكا · يو أس ورلد · | أمريكا · يو أس هيت · | المبيعات                                                     |
| -------------------------------------------------------- | --------------------------------------------------------------------------------------------- | ------------------ | ------------------ | --------------------- | -------------------- | ------------------------------------------------------------ |
| مع الحب، جي                                              | - تاريخ الإصدار: 17 مايو 2016 - الوكالة: كوراديل إنترتينمنت - الشكل: سي دي، تحميل رقمي        | 1                  | 34                 | 4                     | 16                   | - في كوريا: 80,783 - في اليابان: 3,916 - في الصين: 140,455   |
| أرض العجائب                                              | - تاريخ الإصدار: 10 ديسمبر 2016 - الوكالة: كوراديل انترتينمنت - الشكل: سي دي تحميل رقمي       | 1                  | 85                 | 7                     | —                    | - في كوريا: 39,774+ - في اليابان: 1,773                      |
| أرض العجائب - إن إتش آر ريمكس                            | - تاريخ الإصدار: 21 يوليو 2017 - الوكالة: ذا اورتشارد، ناتشرل هاي ريكورد - الصيغة: تحميل رقمي | —                  | —                  | —                     | —                    | —                                                            |
| عقدي                                                     | - تاريخ الإصدار: 9 أغسطس 2017 - الوكالة: كوراديل إنترتينمنت - الشكل: سي دي، تحميل رقمي        | 4                  | 67                 | 5                     | —                    | - في كوريا: 44,778+ - في اليابان: 1,494+ - في الصين: 53,325+ |
| هذه العلامة "—" تدل على أن الألبوم لم يدخل في هذا المخطط |                                                                                               |                    |                    |                       |                      |                                                              |

## أغاني منفردة

### كمغنية رئيسية
| الأسم                                                           | العام | المركز في المخططات | المركز في المخططات    | المركز في المخططات | المبيعات            | الألبوم     |
| الأسم                                                           | العام | كوريا · غاون ·     | أمريكا · يو أس ورلد · | يابان · أوريكون    | المبيعات            | الألبوم     |
| --------------------------------------------------------------- | ----- | ------------------ | --------------------- | ------------------ | ------------------- | ----------- |
| "فلاي" (بالتعاون مع فابولوس)                                    | 2016  | 4                  | 9                     | —                  | - في كوريا: 259,807 | مع الحب، جي |
| "لوف مي ذا سايم"                                                | 2016  | —                  | —                     | —                  | - في كوريا: 25,772  | مع الحب، جي |
| "أرض العجائب"                                                   | 2016  | —                  | 23                    | —                  | - في كوريا: 16,175  | أرض العجائب |
| "لإنه الربيع" (봄이라서 그래)                                   | 2017  | —                  | —                     | —                  | —                   | عقدي        |
| "سومير ستورم"                                                   | 2017  | —                  | —                     | —                  | —                   | عقدي        |
| "ون مور كريسماس"                                                | 2018  | —                  | —                     | —                  | —                   | بدون ألبوم  |
| "كول مي بيفور يو سليب" (잠들기 전 전화해) (بالتعاون مع غيريبوي) | 2019  | —                  | —                     | —                  | —                   | بدون ألبوم  |
| باللغة اليابانية                                                |       |                    |                       |                    |                     |             |
| "كول مي بيفور يو سليب" (بالتعاون مع كريزيبوي)                   | 2019  | —                  | —                     | —                  | —                   | بدون ألبوم  |
| هذه العلامة "—" تدل على أن الأغنية لم تدخل في هذا المخطط        |       |                    |                       |                    |                     |             |

### كمغنية ثانوية
| الأسم                                                       | العام | المركز في المخططات | المبيعات | الألبوم                                          |
| الأسم                                                       | العام | كوريا · غاون       | المبيعات | الألبوم                                          |
| ----------------------------------------------------------- | ----- | ------------------ | -------- | ------------------------------------------------ |
| "آي لوف يو" (8أيت بالتعاون مع جيسيكا جونغ)                  | 2008  | —                  | —        | آي لوف يو                                        |
| "كولد نوديل" (냉면) (بارك ميونغ سو بالتعاون مع جيسيكا جونغ) | 2009  | —                  | —        | تحدي بلا حدود مهرجان الأغنية التعاونية الأولمبية |
| هذه العلامة "—" تدل على أن الأغنية لم تدخل في هذا المخطط    |       |                    |          |                                                  |

### الأغاني الترويجية
| الأسم                                                    | العام | المركز في المخططات | المركز في المخططات | الألبوم                              |
| الأسم                                                    | العام | كوريا · غاون       | كوريا · هوت 100    | الألبوم                              |
| -------------------------------------------------------- | ----- | ------------------ | ------------------ | ------------------------------------ |
| "جي إم بير سونغ" (مع تيفاني)                             | 2008  | —                  | —                  | 2008 جي إم بي سونغ (غود مورننغ بوبس) |
| "بيكنيك سونغ" (مع تيفاني)                                | 2008  | —                  | —                  | 2008 جي إم بي سونغ (غود مورننغ بوبس) |
| "سويت ديلايت"                                            | 2010  | 48                 | —                  | بدون ألبوم                           |
| "ماي لايفستايل" (مع دوك2)                                | 2012  | 34                 | 30                 | بي إل واي يونيك فوليوم 1             |
| هذه العلامة "—" تدل على أن الأغنية لم تدخل في هذا المخطط |       |                    |                    |                                      |

## أغاني الساوند تراك
| العنوان                                                  | السنة | المركز في المخططات | المركز في المخططات | الألبوم                                               |
| العنوان                                                  | السنة | مخطط غاون          | كيبوب هوت 100      | الألبوم                                               |
| -------------------------------------------------------- | ----- | ------------------ | ------------------ | ----------------------------------------------------- |
| "بيكوز تيرس آر أوفرفلوينغ" (눈물이 넘쳐서)               | 2011  | 20                 | —                  | المدينة الرومانسية                                    |
| "هاو" (어쩜) (بالتعاون من كيم جين بيو)                   | 2012  | 12                 | 14                 | الرومانسية الجامحة                                    |
| "بترفلاي" بالتعاون مع كريستال.                           | 2012  | 22                 | 17                 | إليك أيتها الجميلة                                    |
| "هارت رود" (마음길)                                      | 2012  | 57                 | 43                 | أحلام الملك                                           |
| "ذا ون لايك يو" (그대라는 한 사람)                       | 2013  | 37                 | 21                 | وكالة سيرانو للمواعدة                                 |
| "كانت سليب" (잠이오지않아)                               | 2021  | —                  | —                  | جيسيكا وكريستال – رحلة طريق الولايات المتحدة أو أس تي |
| هذه العلامة "—" تدل على أن الأغنية لم تدخل في هذا المخطط |       |                    |                    |                                                       |

## أغاني أخرى ظهرت بها
| الأسم                                                    | السنة | الألبوم                                  |
| -------------------------------------------------------- | ----- | ---------------------------------------- |
| "توتش ذا سكاي" (مع تايون وسوهيون وسوني وتيفاني)          | 2007  | ثلاثون ألف ميل في البحث عن ابني أو أس تي |
| "لوف هايت" (오빠나빠) (مع سوهيون وتيفاني)                | 2008  | رومايت                                   |
| "مابينوغي (إتس فانتاستيك!)" (مع سوهيون وتيفاني)          | 2008  | بدون ألبوم                               |
| "ذا ليتل بوت" (작은 배) (مع تايون وسوهيون وسوني وتيفاني) | 2008  | هونغ غيلدونغ أوس أس تي                   |
| "ون يير لايتر" (1년 後) (مع أونيو)                       | 2009  | أخبرني بأمنيتك (جيني)                    |
| "موشن" (مع تايون وسوهيون وسوني وتيفاني)                  | 2009  | هيدنغ تو ذا غراوند أوس أس تي             |
| "ساي يس" (مع كريستال بالتعاون مع كريس)                   | 2014  | مايك يور موف أو أس تي                    |
| "تشيب كريبر" (مع تايون وتيفاني وسوهيون وسوني)            | 2014  | مايك يور موف أو أس تي                    |
| "لوف! لوف! ألوها!" (مع ويليام تشن)                       | 2016  | آي لوف ذات كرايزي ليتل ثنغ أوس أس تي     |

## أغاني أخرى في المخططات
| العنوان                                                  | السنة | المركز في المخططات | المبيعات           | الألبوم     |
| العنوان                                                  | السنة | مخطط غاون          | المبيعات           | الألبوم     |
| -------------------------------------------------------- | ----- | ------------------ | ------------------ | ----------- |
| "بيغ ميني ورلد"                                          | 2016  | 91                 | - في كوريا: 31,167 | مع الحب، جي |
| "فالينغ كرايزي إن لوف"                                   | 2016  | 96                 | - في كوريا: 28,950 | مع الحب، جي |
| "دير دايري"                                              | 2016  | —                  | - في كوريا: 23,274 | مع الحب، جي |
| "غولدن سكاي"                                             | 2016  | —                  | - في كوريا: 21,863 | مع الحب، جي |
| هذه العلامة "—" تدل على أن الأغنية لم تدخل في هذا المخطط |       |                    |                    |             |

## الفيديو كليبات
| العنوان                            | السنة | المخرج                   | المرجع |
| ---------------------------------- | ----- | ------------------------ | ------ |
| "فلاي"                             | 2016  | تشوي يونغ سيوك           | [ 34 ] |
| "لوف مي ذا سايم"                   | 2016  | تشوي يونغ سيوك           | [ 35 ] |
| "فلاي" (النسخة الإنجليزية)         | 2016  | تشوي يونغ سيوك           | [ 36 ] |
| "ونديرلاند"                        | 2016  | بيومجين                  | [ 37 ] |
| "بيكوز إتيس سبرنغ" (봄이라서 그래) | 2017  | غرينبو ستراتسفر          | [ 38 ] |
| "سومير ستورم"                      | 2017  | كيم يونغ جو، يو سيونغ وو | [ 39 ] |
| "ون مور كريسماس"                   | 2018  | ماريا برودكشن            | [ 40 ] |
| "كانت سليب" (잠이 오지 않아)       | 2021  | غير معروف                | [ 41 ] |